# Libertador General San Martín
Libertador General San Martín è un comune dell'Argentina, appartenente alla provincia di Jujuy, capoluogo del dipartimento di Ledesma. 

## Geografia
Libertador General San Martín è situato sulla sponda destra del fiume San Lorenzo, a 116 km dalla capitale provinciale di San Salvador de Jujuy.

## Storia
La città è sorta nel 1899 col nome di Pueblo Nuevo Ledesma, ed assunse il nome attuale nel 1950.

## Società

### Popolazione
In base al censimento del 2001, nel territorio comunale dimorano 43.725 abitanti, con un aumento del 5,67% rispetto al censimento precedente (1991). Di questi abitanti, il 50,7% sono donne e il 49,3% uomini. Nel 2001 la sola città di Libertador General San Martín, sede municipale, contava 43.701 abitanti.

## Infrastrutture e trasporti
Libertador General San Martín sorge lungo la strada nazionale 34, che unisce Rosario alle province nord-occidentali di Tucumán, Salta e Jujuy.